# Encyclo
Encyclo, initialement Encyclopédia, est une chaîne de télévision thématique française consacrée aux savoirs encyclopédiques. Elle est remplacée le 20 mars 2015 par Science & Vie TV.

## Histoire de la chaîne
Encyclopédia est créée le 6 juin 1996 avec le lancement du bouquet satellite AB Sat comme la chaîne documentaire consacrée aux savoirs encyclopédiques; elle privilégie les sciences et les techniques, notamment la médecine et les inventions du siècle. 
Après des rumeurs de vente de la chaîne par AB Groupe début 2007, elle reste finalement dans le giron du groupe.
Officiellement nommée Encyclopédia, elle est appelée la majorité du temps Encyclo. Ce problème est résolu à l’occasion de son quinzième anniversaire, où elle raccourcit son nom.
Le 20 mars 2015, à 20 h 50, la chaîne change de nom pour devenir Science & Vie TV.

### Identité visuelle (logo)
À l'occasion de ses quinze ans, la chaîne modernise son identité visuelle, avec le bleu et le blanc en couleurs dominantes.

Logo d'Encyclopédia du 6 juin 1996 à 1997.
Logo d'Encyclopédia de 1997 au 5 juin 2011.
Logo d'Encyclo du 6 juin 2011 au 20 mars 2015.

## Organisation

### Dirigeants
Le président d'Encyclo est Jean-Luc Désherbes, son vice-président Claude Berda.

### Capital
Encyclopédia est éditée par AB Sat, SA au capital de 24 millions d'euros, filiale à 100 % d'AB Groupe.

## Programmes
Ses programmes sont composés de documentaires consacrés à la découverte, au savoir et à toutes les disciplines scientifiques (écologie, sciences médicales et spatiales, etc.).
- Au cœur de la science : magazine mensuel présenté par Michel Chevalet explorant un thème scientifique en rapport avec l'actualité.
- Le mag de la science : magazine hebdomadaire présenté par Jérôme Bonaldi consacré à l'homme du futur.

## Diffusion
Encyclopédia est diffusée à l'origine uniquement sur AB Sat, mais est alors disponible moyennant un abonnement sur l'ensemble des réseaux des câblo-opérateurs français et suisses, sur les bouquets satellites BIS Télévisions, Orange, TéléSAT et Canalsat ainsi que sur les principaux bouquets ADSL.
Son principal concurrent est la chaîne Planète+.